# エンプレス・オブ・カナダ (客船・初代)
エンプレス・オブ・カナダ (Empress of Canada) は、カナダ太平洋汽船（カナディアン・パシフィック・ライン（CPL））の客船。
1922年にスコットランドのフェアフィールド社グラスゴー造船所で建造された。総トン数は21,517トン。1922年5月5日に処女航海に出発。同じCPLの客船「エンプレス・オブ・エイジア」などとともにバンクーバーを拠点に、日本、香港、中国への航海をおこなった。
1939年の第二次世界大戦勃発後は兵員輸送船として使用された。1943年3月13日、イタリア人捕虜を乗せて南アフリカのダーバンからタコラディへ向かっている途中の「エンプレス・オブ・カナダ」は、パルマス岬の南約640kmの場所でイタリア潜水艦「レオナルド・ダ・ヴィンチ」に雷撃され沈没した。乗っていた約1,800人の内、392人が死亡した。